# Greenacres (Florida)
Greenacres es una ciudad ubicada en el condado de Palm Beach en el estado estadounidense de Florida. En el Censo de 2010 tenía una población de 37.573 habitantes y una densidad poblacional de 2.473,07 personas por km².

## Geografía
Greenacres se encuentra ubicada en las coordenadas 26°37′39″N 80°8′14″O / 26.62750, -80.13722. Según la Oficina del Censo de los Estados Unidos, Greenacres tiene una superficie total de 15.19 km², de la cual 15 km² corresponden a tierra firme y (1.26%) 0.19 km² es agua.

## Demografía
Según el censo de 2010, había 37.573 personas residiendo en Greenacres. La densidad de población era de 2.473,07 hab./km². De los 37.573 habitantes, Greenacres estaba compuesto por el 66.98% blancos, el 16.95% eran afroamericanos, el 0.67% eran amerindios, el 3.03% eran asiáticos, el 0.09% eran isleños del Pacífico, el 9.05% eran de otras razas y el 3.23% pertenecían a dos o más razas. Del total de la población el 38.3% eran hispanos o latinos de cualquier raza.